# Ludovic I de Flandra
Ludovic I (n. cca. 1304 – d. 26 august 1346) a fost conte de Flandra, de Nevers și de Rethel de la 1322 până la moarte.

## Viața
Ludovic era fiul contelui Ludovic I de Nevers cu contesa Ioana de Rethel și nepot al lui Robert al III-lea de Flandra. El a succedat tatălui său în poziția de conte de Nevers și bunicului său în cea de conte de Flandra în 1322. El a moștenit și comitatul de Rethel de la mama sa.
În 1320, Ludovic s-a căsătorit cu Margareta de Franța, contesă de Artois și de Burgundia și cea de a doua fiică a regelui Filip al V-lea al Franței cu Ioana a II-a de Burgundia, care ulterior va moșteni ea însăși comitatele de Burgundia și de Artois în 1361. Această alianță matrimonială l-a făcut pe Ludovic să renunțe la politica anti-franceză a bunicului său Robert al III-ea și a străbunicului său, Guy I de Flandra.
Politica sa pro-franceză și taxarea excesivă percepută de Ludovic a cauzat o răscoală în 1323. Începută printr-o serie de mici tulburări rurale locale, insurecția țărănească din Flandra (1323–1328) a escaladat într-o rebeliune pe scară largă care a dominat viața internă a Flandrei vreme de aproape 5 ani, până în 1328. Răsculații, conduși de Nicolaas Zannekin, au capturat orașele Nieuwpoort, Veurne, Ypres și Kortrijk. În Kortrijk, Zannekin a izbutit să îl captureze pe însuși Ludovic. În 1325, regele Franței, Carol al IV-lea a intervenit, drept pentru care Ludovic a fost eliberat din captivitate în februarie 1326, iar pacea de la Arques a fost semnată. Pacea nu a durat multă vreme și ostilitățile au reizbucnit în curând, fapt care l-a determinat pe conte să caute refugiu în Franța. El a reușit să îl convingă pe noul său suzeran, regele Filip al VI-lea să îi vină în ajutor, iar Zannekin și aderenții săi au fost înfrânți în mod categoric zdrobiți de către armata regală franceză în bătălia de la Cassel.
Atunci când a izbucnit Războiul de 100 de Ani, Ludovic a rămas constant în politica sa pro-franceză, chiar în condițiile în care comitatul său era dependent din punct de vedere economic de Anglia. Acțiunile sale au avut ca rezultat un boicot al englezilor asupra lânii, fapt care a condus la o nouă insurecție, condusă de această dată de către Iacob van Artevelde. În 1339, contele a fost nevoit să își abandoneze stăpânirile, nemaifiind capabil să se întoarcă vreodată. Ludovic a fost ucis în bătălia de la Crécy din 1346.

## Familia
Ludovic și Margareta au avut un fiu:
- Ludovic (n. 1330–d. 1384), care i-a succedat atât în Flandra (ca Ludovic al II-lea), cât și în Nevers (ca Ludovic al III-lea)

1. ↑  Louis I de Flandre, Comte de Flandre, The Peerage, accesat în 9 octombrie 2017
2. ↑  „Ludovic I de Flandra”, Gemeinsame Normdatei, accesat în 2 martie 2015
3. ↑  Louis I, Count of Flanders, British Museum person-institution thesaurus[*]
4. ↑  Louis De Nevers, Find a Grave, accesat în 9 octombrie 2017
5. ↑  II van Nevers Lodewijk, Biografisch Portaal, accesat în 9 octombrie 2017